# جلاله
جلاله (به انگلیسی: Jalala) یک روستا در پاکستان است که در ناحیه مردان واقع شده‌است.